# رمة تشر (فريدون شهر)
رمة تشر (بالفارسية: رمه چر) هي قرية تقع في قسم بيشكوة موغوئي الريفي في إيران. يقدر عدد سكانها بـ 23 نسمة بحسب إحصاء 2016.